# Vallespas
De Vallespas (Italiaans: Passo di Valles) vormt de verbinding tussen het Valle di Fiemme en het Val del Biois. Tevens loopt over de pashoogte de grens tussen de Italiaanse provincies Trente en Belluno. De pasweg wordt veel minder bereden dan de noordelijker gelegen San Pellegrinopas die eveneens naar Falcade leidt.
In het westen begint de route naar de Vallespas in Predazzo. Vanuit deze plaats gaat een goede weg door het zeer dunbevolkte Valle Travignolo naar het langgerekte stuwmeer Lago di Forte Buso. De Stradivarius-violen werden van hout gemaakt dat in dit dal gekapt was. Na Paneveggio takt naar rechts de weg naar de Rollepas af. Na 6 kilometer wordt de Vallespas bereikt. De pashoogte is een vlakte met een kapel en een berghotel.
De afdaling naar Falcade gaat met verschillende haarspeldbochten omlaag door de bossen van het Valle del Biois. Onderweg heeft men af en toe uitzicht op de nabije Pale di San Martino. Enkele kilometers voor Falcade ontmoeten de wegen van de Valles- en San Pellegrinopas elkaar.